# Nogra grahamii
Nogra grahamii là một loài thực vật có hoa trong họ Đậu. Loài này được (Benth.) Merr. miêu tả khoa học đầu tiên.